# Andernay
Ne doit pas être confondu avec Andornay.
Andernay est une commune française située dans le département de la Meuse, en région Grand Est. En dialecte, le village se nommait Andornè.

## Géographie
| Remennecourt       | Contrisson         | Contrisson |
| Remennecourt       | Andernay           | Contrisson |
| Sermaize-les-Bains | Sermaize-les-Bains | Mognéville |

### Hydrographie
La commune est dans la région hydrographique « la Seine de sa source au confluent de l'Oise (exclu) » au sein du bassin Seine-Normandie. Elle est drainée par la Saulx, la Laume, le Fossé 01 de la commune d'Andernay et la Saulx,.
La Saulx, d'une longueur de 115 km, prend sa source dans la commune de Germay et se jette  dans la Marne à Vitry-le-François, après avoir traversé 39 communes. Les caractéristiques hydrologiques de la Saulx sont données par la station hydrologique située sur la commune de Mognéville. Le débit moyen mensuel est de 7,81 m3/s. Le débit moyen journalier maximum est de 65 m3/s, atteint lors de la crue du 16 février 1990. Le débit instantané maximal est quant à lui de 68,5 m3/s, atteint le même jour.

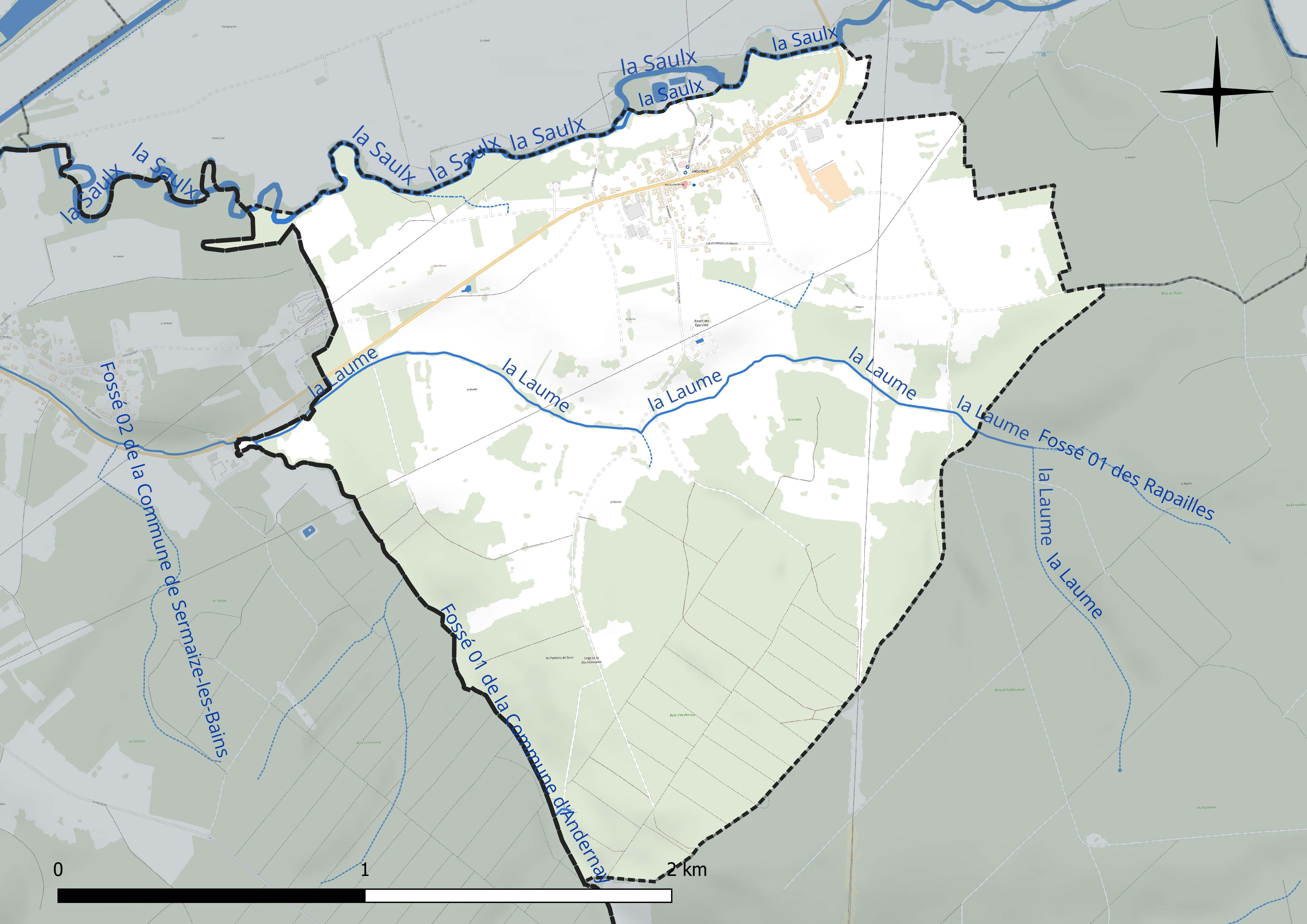
Réseau hydrographique d'Andernay.

### Climat
Pour des articles plus généraux, voir Climat du Grand Est et Climat de la Meuse.
En 2010, le climat de la commune est de type climat des marges montargnardes, selon une étude du Centre national de la recherche scientifique s'appuyant sur une série de données couvrant la période 1971-2000. En 2020, Météo-France publie une typologie des climats de la France métropolitaine dans laquelle la commune est exposée à un climat océanique altéré et est dans la région climatique Lorraine, plateau de Langres, Morvan, caractérisée par un hiver rude (1,5 °C), des vents modérés et des brouillards fréquents en automne et hiver.
Pour la période 1971-2000, la température annuelle moyenne est de 10,3 °C, avec une amplitude thermique annuelle de 16 °C. Le cumul annuel moyen de précipitations est de 907 mm, avec 13,4 jours de précipitations en janvier et 9,1 jours en juillet. Pour la période 1991-2020, la température moyenne annuelle observée sur la station météorologique de Météo-France la plus proche, « Vassincourt », sur la commune de Vassincourt à 6 km à vol d'oiseau, est de 11,4 °C et le cumul annuel moyen de précipitations est de 871,0 mm. 
La température maximale relevée sur cette station est de 41,7 °C, atteinte le 24 juillet 2019 ; la température minimale est de −17,4 °C, atteinte le 20 décembre 2009,,.
Les paramètres climatiques de la commune ont été estimés pour le milieu du siècle (2041-2070) selon différents scénarios d'émission de gaz à effet de serre à partir des nouvelles projections climatiques de référence DRIAS-2020. Ils sont consultables sur un site dédié publié par Météo-France en novembre 2022.

## Urbanisme

### Typologie
Au 1er janvier 2024, Andernay est catégorisée commune rurale à habitat dispersé, selon la nouvelle grille communale de densité à sept niveaux définie par l'Insee en 2022.
Elle est située hors unité urbaine. Par ailleurs la commune fait partie de l'aire d'attraction de Bar-le-Duc, dont elle est une commune de la couronne,. Cette aire, qui regroupe 86 communes, est catégorisée dans les aires de 50 000 à moins de 200 000 habitants,.

### Occupation des sols
L'occupation des sols de la commune, telle qu'elle ressort de la base de données européenne d’occupation biophysique des sols Corine Land Cover (CLC), est marquée par l'importance des territoires agricoles (57,1 % en 2018), en augmentation par rapport à 1990 (50,4 %). La répartition détaillée en 2018 est la suivante : 
prairies (46,1 %), forêts (39,8 %), zones agricoles hétérogènes (10,9 %), milieux à végétation arbustive et/ou herbacée (3 %), terres arables (0,1 %). L'évolution de l’occupation des sols de la commune et de ses infrastructures peut être observée sur les différentes représentations cartographiques du territoire : la carte de Cassini (XVIIIe siècle), la carte d'état-major (1820-1866) et les cartes ou photos aériennes de l'IGN pour la période actuelle (1950 à aujourd'hui).

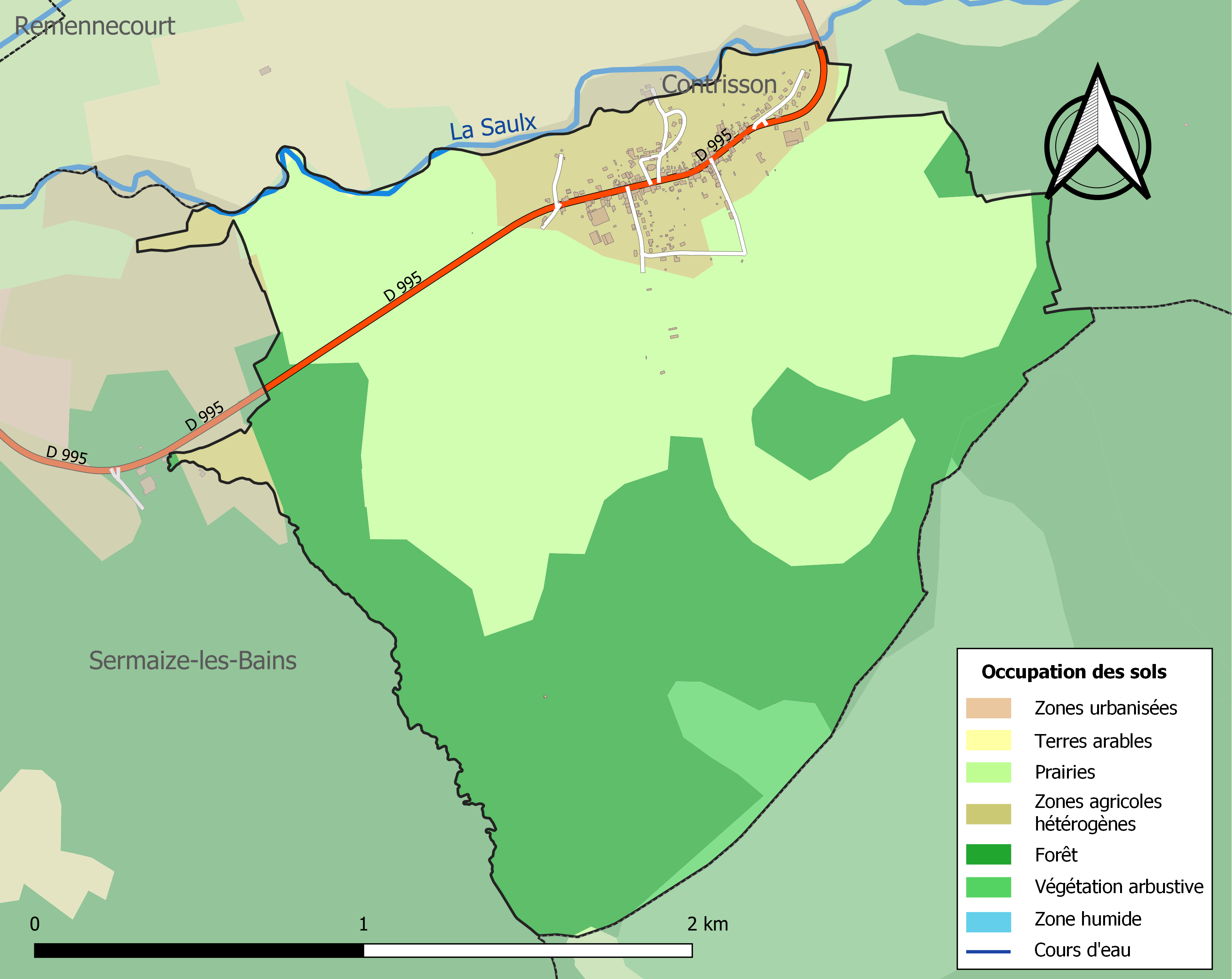
Carte des infrastructures et de l'occupation des sols de la commune en 2018 (CLC).

## Toponymie
Le nom de la localité est attesté sous la forme Andrenai en 1126, Andernai en 1180 et en 1321, sous la forme latinisé Andornacum en 1736.

## Histoire
L'origine d'Andernay n'est pas connue. Toutefois on sait que le village existait à l'époque gallo-romaine par la découverte, au XIXe siècle, d'un ancien camp romain au lieu-dit Jardin-Lacroix et un éperon barré au lieu-dit le Châtelet. Avant 1868 ce Châtelet avait encore un fossé ayant son ouverture au sud et qui délimitait un espace de 36 mètres par 34. Ce petit camp, qui pouvait recevoir une cohorte, semblait destiné a défendre le passage de la Saulx et de point d'observation.

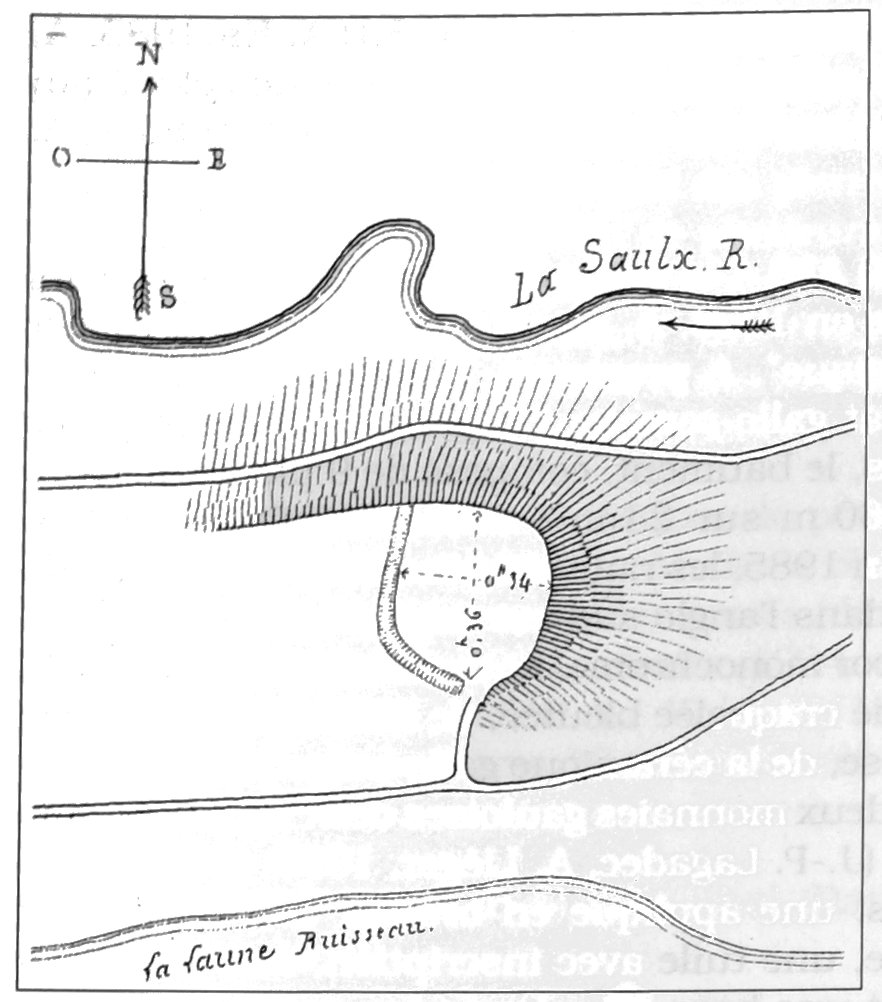
Le Châtelet relevé par Félix Liénard en 1881.

La charte d'affranchissement, document le plus ancien concernant la localité, est datée de janvier 1212 et signée de par le comte Thiébaut de Bar.
Andernay était anciennement une cure du diocèse de Toul.
En 1520, le château fortifié d'Andernay est repri par le duc de Lorraine.
Vers 1750, Andernay, dont le seul seigneur était le Roi de France, était peuplé de 40 habitants.
Durant l'occupation allemande de 1870-1871, la commune dut fournir à l'occupant le logement et la nourriture à 10 800 hommes et 2 153 chevaux

## Politique et administration
| Période                                  | Période  | Identité                   | Étiquette | Qualité      |
| ---------------------------------------- | -------- | -------------------------- | --------- | ------------ |
| Les données manquantes sont à compléter. |          |                            |           |              |
| 1998                                     | 2020     | Marc Mayeur                |           |              |
| mai 2020                                 | 2022     | Didier Jean-Pierre Gaspard |           | Ancien cadre |
| mars 2022                                | En cours | Sylvain Gauny              |           |              |

## Population et société

### Démographie
Les habitants sont nommés les Chayants.

#### Évolution démographique
L'évolution du nombre d'habitants est connue à travers les recensements de la population effectués dans la commune depuis 1793. Pour les communes de moins de 10 000 habitants, une enquête de recensement portant sur toute la population est réalisée tous les cinq ans, les populations de référence des années intermédiaires étant quant à elles estimées par interpolation ou extrapolation. Pour la commune, le premier recensement exhaustif entrant dans le cadre du nouveau dispositif a été réalisé en 2007.

En 2022, la commune comptait 243 habitants, en évolution de −4,33 % par rapport à 2016 (Meuse : −4,4 %, France hors Mayotte : +2,11 %).
| 1793 | 1800 | 1806 | 1821 | 1831 | 1836 | 1841 | 1846 | 1851 |
| ---- | ---- | ---- | ---- | ---- | ---- | ---- | ---- | ---- |
| 269  | 285  | 287  | 295  | 343  | 352  | 362  | 367  | 409  |

| 1856 | 1861 | 1866 | 1872 | 1876 | 1881 | 1886 | 1891 | 1896 |
| ---- | ---- | ---- | ---- | ---- | ---- | ---- | ---- | ---- |
| 400  | 387  | 368  | 358  | 344  | 314  | 292  | 275  | 252  |

| 1901 | 1906 | 1911 | 1921 | 1926 | 1931 | 1936 | 1946 | 1954 |
| ---- | ---- | ---- | ---- | ---- | ---- | ---- | ---- | ---- |
| 273  | 304  | 297  | 265  | 266  | 243  | 202  | 218  | 185  |

| 1962 | 1968 | 1975 | 1982 | 1990 | 1999 | 2006 | 2007 | 2012 |
| ---- | ---- | ---- | ---- | ---- | ---- | ---- | ---- | ---- |
| 190  | 158  | 204  | 224  | 229  | 228  | 239  | 240  | 247  |

| 2017 | 2022 | - | - | - | - | - | - | - |
| ---- | ---- | - | - | - | - | - | - | - |
| 258  | 243  | - | - | - | - | - | - | - |

## Culture locale et patrimoine

### Lieux et monuments
- La fontaine bouillonnante : petit coin retiré dans les bois. Un ruisseau d'eau jaillit d'une grotte...
- La fontaine Neptune, au centre du village, la seule fontaine de source naturelle en Lorraine, inscrite au titre des monuments historiques depuis 1994[27].
- L'église Notre-Dame de l'Assomption inscrite au titre des monuments historiques depuis 1994[28].

### Héraldique
| Blason de Andernay | Blason  | D'azur à deux poignards romains d'or appointés en chevron et accompagnés en chef de deux étoiles d'argent et en pointe d'un dauphin du même nageant la queue en l'air. |
| Blason de Andernay | Détails | Création de R.A Louis avec les conseils de la Commission Héraldique de l'UCGL. Adopté par la commune en décembre 2015.                                                 |